# Nicolas Hotman
Nicolas Hotman (Brussel, vóór 1614 - Parijs, april 1663) was een barokcomponist en musicus die zijn werkzame leven doorbracht in Frankrijk. Hij speelde op de viola da gamba, theorbo en luit.

## Levensloop
Hotman werd geboren als zoon van Mathys Hofman en Jeanne de Saint Hubert. Mathys en Jeanne woonden in Brussel en waren daar op 4 februari 1610 getrouwd in de kathedraal van Sint-Michiel en Sint-Goedele. Nicolas' geboortedatum is onbekend, maar hij zal zijn geboren nog vóór 1614. In 1626 verhuisden Nicolas en zijn moeder naar Parijs nadat zij de Franse nationaliteit hadden gekregen. Ze werden ingeschreven onder de naam Hotman in plaats van Hofman.

### Muziekcarrière
In 1632 werd Hotman omschreven als een meester op de luit. Auteur Marin Mersenne vermeldde in zijn Harmonicorum libri (1635-1635) dat Hotman en André Maugars de twee meest vooraanstaande gambisten waren. Ook Annibal Gantez prees Hotman: in zijn werk L'entretien des musiciens (1643) omschreef hij Hotman als een vaardige luitist en gambist.
Hotman nam als musicus deel aan concerten die componist Jacques de Gouy tot aan zijn overlijden in 1650 organiseerde. In 1655 was Hotman als musicus in dienst bij Gaston van Orléans.

### Constantijn Huygens
In 1659 stuurde de Nederlander Constantijn Huygens enkele door hem zelf geschreven muziekstukken naar Hotman. Als dank stuurde Hotman hem nog datzelfde jaar enkele van zijn eigen composities voor viola da gamba toe. Huygens bleek echter weinig gecharmeerd van Hotmans composities: ze waren in zijn ogen opzettelijk veel te simpel geschreven. Hij beklaagde zich er in een brief aan Henri Dumont dan ook over dat men in Parijs kennelijk dacht dat Holland even barbaars was als Moskou:
Apparemment on crois en France qur la Hollande et la Moscovie sont esgalement brutes et barbares.
Toch verschenen in de jaren 60 in Utrecht enkele kopieën van deze composities, dus kennelijk was er belangstelling voor.

### Laatste jaren
In 1661 werd Hotman samen met Sebastien Le Camus aangenomen aan het hof van Lodewijk XIV als gambist en theorbospeler. Ze vervingen hiermee de zojuist overleden Louis Couperin.
Hotman gaf gambales aan onder anderen Monsieur de Sainte-Colombe en Le Sieur de Machy. Hiermee gaf hij de aanzet voor de verdere ontwikkeling van de viola da gamba in Frankrijk.
In 1663 overleed Hotman.

## Werken
Als componist schreef Hotman voor de viola da gamba, luit, theorbo en zangstem. Vooral zijn stukken voor de viola da gamba blinken uit in melodieuze elegantie en structuur.
Zijn Airs à boire werden in 1664 postuum uitgegeven door Ballard.